# Ардымский
 Ардымский  — поселок Пензенского района Пензенской области. Входит в состав Саловского сельсовета.

## География
Находится в центральной части Пензенской области на расстоянии приблизительно 9 км по прямой на юго-запад от областного центра города Пенза.

## История
Основан между 1926 и 1939 годами из двух населённых пунктов — центральной усадьбы совхоза «Ардымский» и жилого посёлка при нем. В 2004 году — 162 хозяйства.

## Население
| 1939 | 1959 | 1979 | 1989 | 1996 | 2002 | 2010 |
| ---- | ---- | ---- | ---- | ---- | ---- | ---- |
| 346  | ↗491 | ↘412 | ↘234 | ↗480 | ↘460 | ↘430 |